# 視覺化程式設計語言
視覺化程式設計語言（英語：Visual programming language，簡稱：VPL），又稱『圖形化程式語言』、『視覺化程式編成語言』，是一類程式設計語言。使用者利用圖形化元素進行程式設計，較文字式程式設計簡單。VPL以視覺表達為基礎，利用『文法』或是某種『輔助標記』進行圖形與文字的排列。許多VPL建基於『方塊與箭頭』的概念之上，以方塊或螢幕上的物件為本體，以箭頭相連接，以直線段與弧線段代表相互之間的關係。

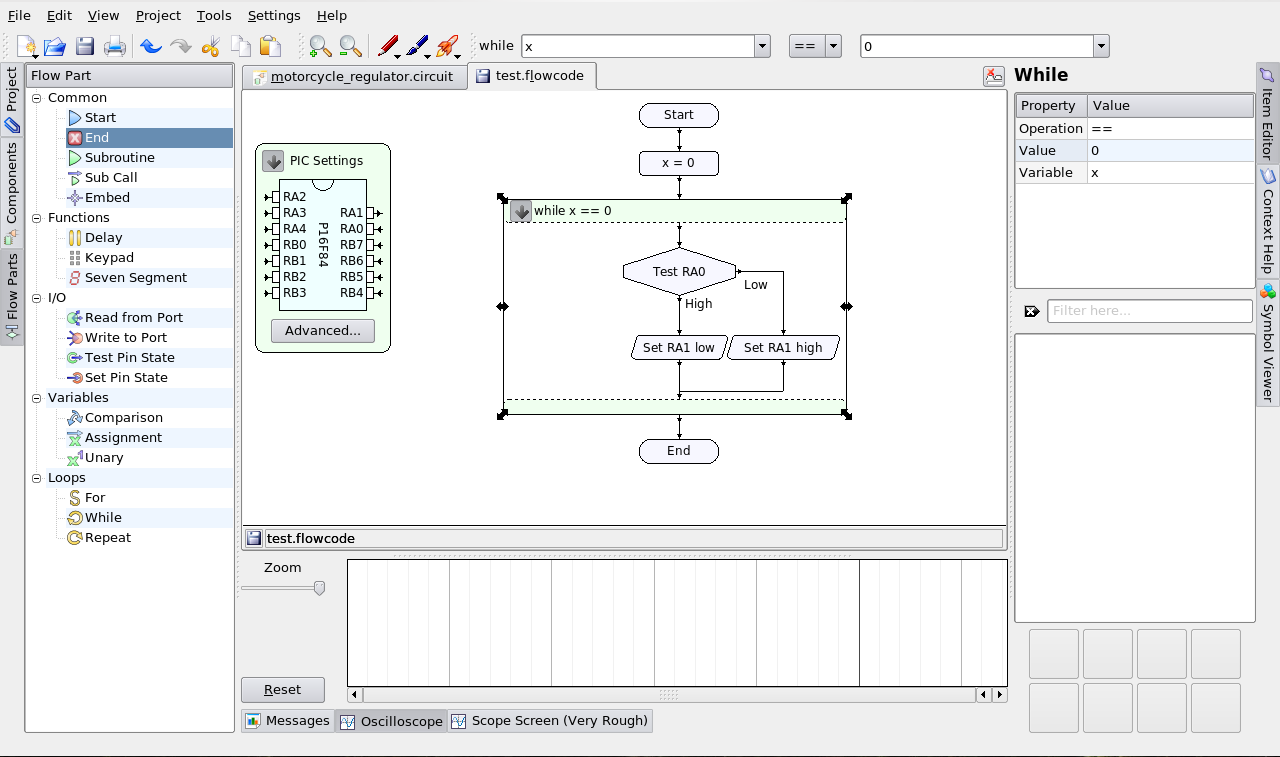
KTechlab 用流程图来编写单片机。

更進一步的分類VPL，依據類別與視覺表達延伸的使用，分為圖示式程式語言、表格式程式語言以及圖表式程式語言。視覺化程式設計環境（Visual programming environments）提供圖形與圖示的元素讓使用者使用，以便符合特定程式語言以進行程式建構。
視覺化轉換程式語言是利用視覺表達非視覺的程式語言。自然視覺化程式所具有的視覺表達是無法簡單地轉化為文字的。
視覺化程式設計目前的發展是嘗試整合視覺化程式設計的研究，一是對於狀態式程式設計進行線上除錯，二是程式產生自動化與文件產生自動化。另外還有資料流程式語言所帶來的平行自動化，那將會是未來一項重大的程式設計挑戰。

## 視覺化語言
注意：Microsoft Visual Studio 及其包含的程式語言（Visual Basic .NET，C♯，J♯，等）通常會被混淆成視覺化程式設計語言，但它們不是。這些程式語言都是文字式程式語言。Visual Studio 是一種集成开发环境（IDE），并非编程语言。
- AgentSheets（英语：AgentSheets），一種容易使用在電腦遊戲與計算機科學的工具。
- Alice（英语：Alice (software)）
- Analytica（英语：Analytica）
- Android應用開發者
- AppWare（英语：AppWare），麥金塔作業系統與微軟視窗作業系統上的圖示式程式設計。
- Automator（英语：Automator (software)）
- Aviary Peacock（英语：Aviary (application suite)），瀏覽式視覺化實驗室。
- Bidule
- Baltie
- Befunge（英语：Befunge），一種深奧的文字式程式設計語言，其命令像圖像般的安排在文字檔案中。
- CODE
- DRAKON（英语：DRAKON），一種被設計用在蘇聯太空梭暴風雪號穿梭機上的程式語言。
- Flow（英语：webMethods Flow）
- KNIME（英语：KNIME），一种免费开源数据流式分析、编程开发环境。
- LabVIEW，設計給工程師與科學家用的圖像式程式語言。
- G，在LabVIEW 開發環境中使用的程式語言。
- jMax，一種視覺化程式設計環境，可建構交互式、即時式的音樂與多媒體應用。
- Kwikpoint（英语：Kwikpoint），一種圖像式記號的翻譯器，由Alan Stillman創建。
- 階梯圖，一種用來模擬繼電器動作的語言，通常用在可程式邏輯控制器中。
- 順序功能流程圖，一種在可程式邏輯控制器上與 Petri-net 相似的程式設計語言。
- Lava（英语：Lava (programming language)）
- Lily (角色)，一種瀏覽器式視覺化程式設計環境。
- Limnor（英语：Limnor）
- Max (software)
  - Max/MSP（英语：Max/MSP）
  - Pure Data
- mbcwjfx 一種視覺化程式設計語言開發環境。用來在Palm OS上進行視覺化程式設計。OpenFoundry
- Microsoft Visual Programming Language（英语：Microsoft Visual Programming Language），一種資料流語言。用來撰寫機器人程式。是微軟Microsoft Robotics Developer Studio的一部分。
- MST Workshop（英语：MST Workshop），一種互動式視覺化程式設計語言，用來解決數學問題，快速成型，二維與三維圖形應用。
- nato.0+55+3d（英语：nato.0+55+3d）
- OpenDX（英语：OpenDX） 使用圖形式程式設計語言 與 資料流模型的科學資料視覺化工具。
- Open Source Visual Programming，一種linux下的視覺化程式設計引擎。Google Code （页面存档备份，存于）
- OpenMusic（英语：OpenMusic），一種作曲用的視覺化程式設計語言（建基在 CLOS 之上）
- PointDragon，一種雲端運算用的視覺化程式設計語言，由GraphLogic提供.[2]
- Prograph（英语：Prograph）
- Ptolemy（英语：Ptolemy Project (computing)）
- PWGL （页面存档备份，存于），一種作曲用的視覺化程式設計語言。為PatchWork的後繼。
- Quartz Composer
- Reaktor（英语：Reaktor），Native Instruments的一種DSP與MIDI處理語言。
- SCADE
- Scala Multimedia（英语：Scala Multimedia） AmigaOS 與 Windows 上編寫的套件，提供完整的多媒體系統。
- Simulink
- Built on Squeak
  - Etoys（英语：Etoys (programming language)） 腳本
  - Scratch
- Stagecast Creator，以前的蘋果公司 Cocoa（英语：Cocoa (Internet Authoring for Kids)）
- Subtext（英语：Subtext programming language）
- SynthMaker，一種使用視覺化程式設計語言的聲音程式設計工具。
- SynthEdit（英语：SynthEdit），一種與 SynthMaker 相似的工具
- Tersus（英语：Tersus）
- ThingLab（英语：ThingLab）
- ToonTalk（英语：ToonTalk computer programming language）
- UiPath：一种機器人流程自動化的开发工具和环境。
- VEE
- VisSim（英语：VisSim）
- virtools（英语：virtools）
- Visual SMBI，一種有自我修改能力的直譯式程式設計語言。
- WireFusion（英语：WireFusion），一種可創造互動式三維網頁的視覺化程式設計環境。
- vvvv（英语：vvvv）
- XEE（英语：XEE (Starlight)），一種 ETL工作使用的資料處理語言。

## 外部連結
- 中的“Visual Programming Languages”

This article was originally based on material from the 自由線上電腦詞典，used with permission。Update as needed.